# Kas
Kas es una bebida carbonatada (refresco) con sabores de naranja, limón y manzana. También se comercializa el Bitter Kas, una bebida amarga de aperitivo sin alcohol, zumos de fruta con el nombre de KasFruit y el refresco de cola KasKol.

## Historia
Su origen se remonta al año 1956, cuando a los hermanos José María y Luis Knörr Elorza, descendientes de Roman Knörr Streiff, un cervecero alemán asentado en Vitoria y fabricante de las cervezas y gaseosas locales El As, se les ocurrió mezclar sus gaseosas con concentrado de zumo de naranja. Surge así el primer refresco de naranja con gas español, cinco años antes de que se comercializara Fanta en España. A su hermano Javier Knörr Elorza se le ocurre combinar la denominación de la marca original «El As» junto con la «K», inicial de su apellido, para formar la marca actual.
Se empezó a comercializar en Vitoria, de donde era originaria la marca, y pronto obtuvo popularidad en el norte de España, ayudada por una campaña con el lema «Beba Kas y nada más» y los logros del equipo ciclista que patrocinó durante muchos años y que consiguió notables éxitos deportivos. Kas sigue siendo, con mucha diferencia, la marca de refrescos frutales más consumida en el norte de España.
La marca perteneció a la familia Knörr hasta que esta vendió una participación mayoritaria a finales de los años 1980 al Banco Bilbao, y la filial española de PepsiCo compró finalmente la empresa matriz y la marca Kas en 1992. Pepsi comercializó los productos Kas en el mercado español mientras utilizaba la marca Mirinda en el resto del mundo.

## Publicidad

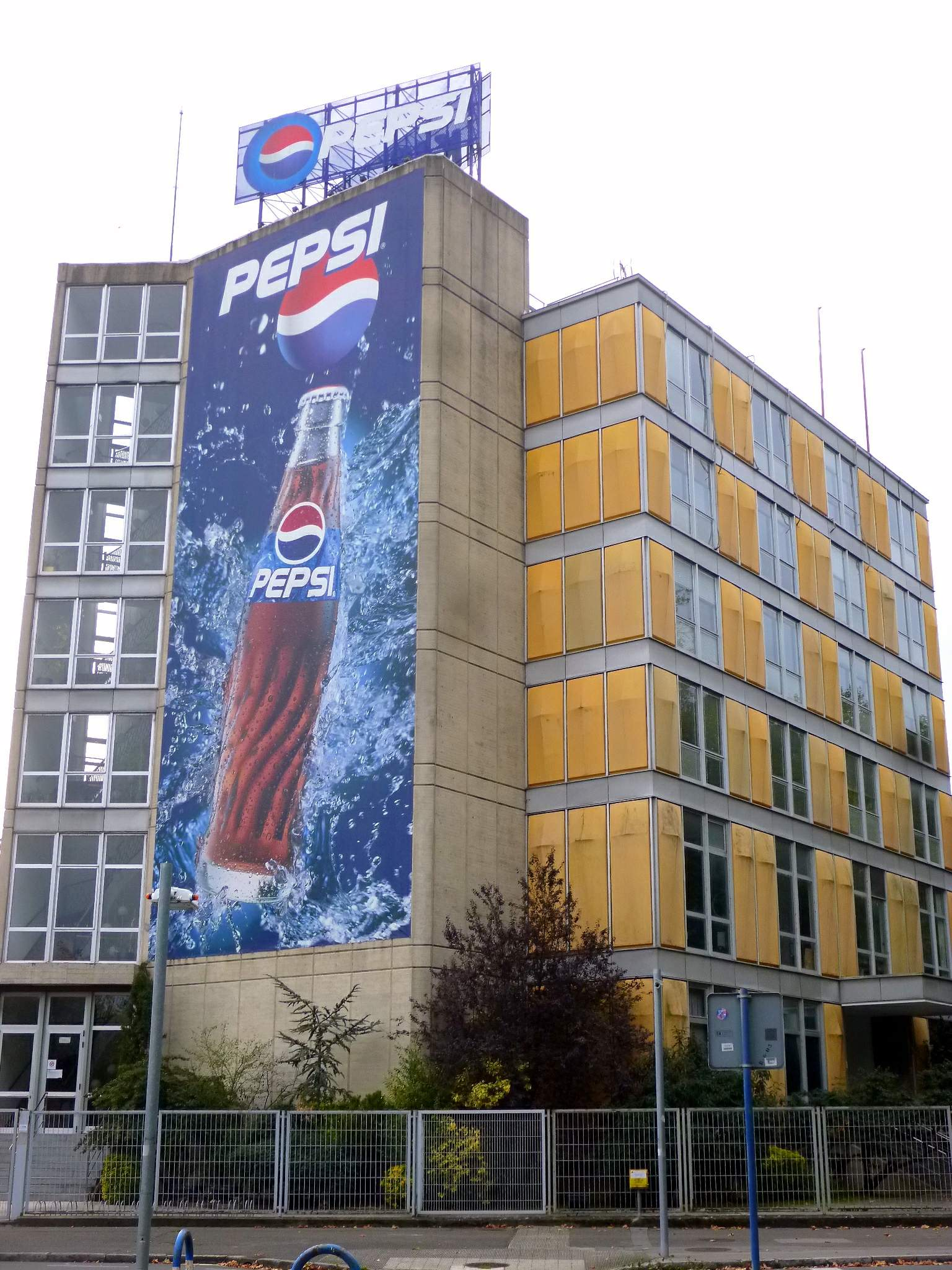
Antigua fábrica de Kas en Gamarra Mayor (Vitoria)

La promoción de Kas tuvo un punto de inflexión con la campaña "24 Horas Kas" a mediados de los años 90, que incluía un tema pegadizo basado en la canción "Dame Más" de Álex de la Nuez, una versión de la canción "Give It Up" del grupo Steve Miller Band, de su álbum de 1982 Abracadabra. La campaña contaba con la "Chica Kas" (en relación con la "Chica Mirinda"), una mujer atractiva que llevaba sombrero de ala ancha y un vestido ceñido, en situaciones de tabús culturales y con tintes sexuales.
Frente al lanzamiento competitivo de Coca-Cola de "Fresca" con sabor a pomelo en 1994, Pepsi-Cola México lanzó Kas pomelo al mercado mexicano. La campaña española 24 Horas Kas fue adaptada al mercado mexicano para su lanzamiento, y la canción Dame Más interpretada por el grupo de pop argentino The Sacados de su álbum Alter Nativo fue muy promocionada, llegando a lo más alto del mercado musical mexicano. El lanzamiento también incluyó largos anuncios en televisión, anuncios de radio, vallas publicitarias y una campaña de degustación en bares y clubes para promocionar Kas como combinación del tequila. En 2006, la marca pasó a llamarse Kas Mas.

## Otros mercados

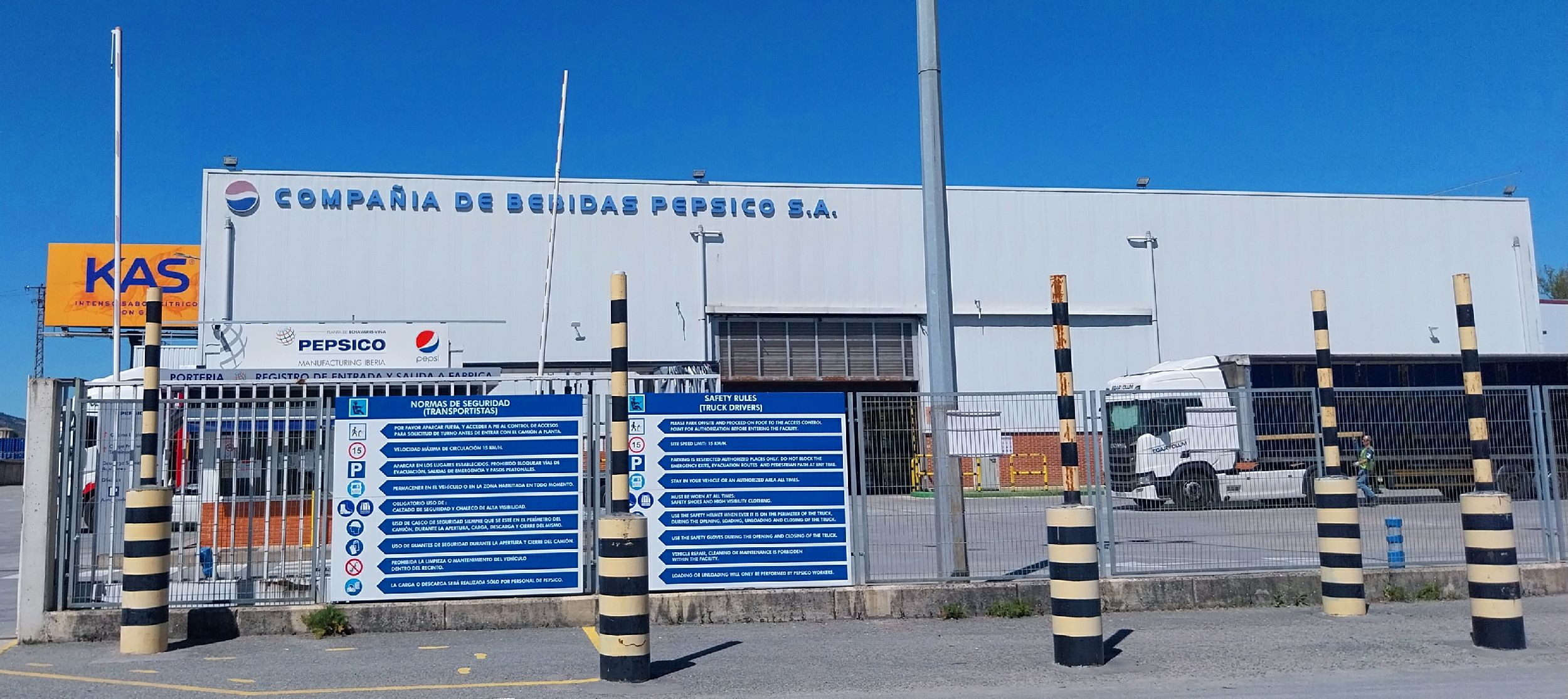
Actual fábrica de Kas (PepsiCo) en Echávarri-Viña (Cigoitia, Álava)

En Francia, Kas se hizo popular en la parte suroeste del país, donde a menudo se mezcla con ginebra o vodka. En República Dominicana, Kas fue introducido por Supermercados Iberia.
A mediados de la década de 1990, para tener éxito en el mercado brasileño, donde hay varias marcas de refrescos en el mercado elaborados con extracto de guaraná, se introdujo Kas en varios sabores derivados del guaraná, que incluían guaraná solo o con acerola, maracuyá y melocotón. La producción terminó poco después del lanzamiento, y los sabores de naranja, limón y manzana nunca estuvieron disponibles en Brasil.

## Productos
- Kas Naranja (España)
- Kas Limón (España)
- Kas Manzana (España)
- Kas Uva (España)
- Kas Cola (España)
- Kas Fresa Explosiva (Islas Canarias/España)
- Kas Tónica (España)
- Kas Toronja (México)
- Bitter Kas (España)
- Kas Guaraná (Brasil)
- Kas Guaraná Maracuyá (Brasil)
- Kas Guaraná Acerola (Brasil)
- Kas Uva Acerola (Brasil).